# خانه سید محمدی
خانه سید محمدی مربوط به دوره پهلوی است و در گمیش تپه، خیابان قدس، جنوب رودخانه گمیشان، خانه مهمیانی واقع شده و این اثر در تاریخ ۱۶ دی ۱۳۸۷ با شمارهٔ ثبت ۲۴۴۶۷ به‌عنوان یکی از آثار ملی ایران به ثبت رسیده است.